# Governo Merkel II
Il secondo governo Merkel è stato il ventiduesimo governo della Germania, in carica per 4 anni, un mese e 20 giorni, dal 28 ottobre 2009 al 17 dicembre 2013, nel corso della 17ª legislatura del Bundestag. 
Si è formato a seguito delle elezioni federali del 2009 ed è stato guidato, come il governo precedente, da Angela Merkel. Le elezioni hanno determinato la fine della grande coalizione costituita da Unione Cristiano Democratica (CDU)/Unione Cristiano-Sociale in Baviera (CSU) e Partito Socialdemocratico Tedesco (SPD); il governo era infatti sostenuto da una coalizione "giallo-nera" formata da CDU/CSU e Partito Liberale (FDP).

## Situazione Parlamentare
| Camera    | Collocazione | Partiti                                 | Seggi     |
| --------- | ------------ | --------------------------------------- | --------- |
| Bundestag | Maggioranza  | CDU (194), CSU (45), FDP (93)           | 332 / 622 |
| Bundestag | Opposizione  | SPD (146), I Verdi (68), Die Linke (76) | 290 / 622 |

## Composizione
| Cancelleria federale                    | Cancelleria federale | Cancelleria federale                      | Cancelleria federale                              | Cancelleria federale                                                                                        |
| Ministero                               | Titolare             | Titolare                                  | Titolare                                          | Ministri di stato                                                                                           |
| --------------------------------------- | -------------------- | ----------------------------------------- | ------------------------------------------------- | --- |
| Cancelliera federale                    |                      |                                           | Angela Merkel (CDU)                               | - Maria Böhmer (CDU) - Bernd Neumann (CDU) - Eckart von Klaeden (CDU)                                       |
| Vicecancelliere federale                |                      |                                           | Guido Westerwelle (FDP) fino al 16/5/2011         | - Maria Böhmer (CDU) - Bernd Neumann (CDU) - Eckart von Klaeden (CDU)                                       |
| Vicecancelliere federale                |                      | Philipp Rösler (FDP) dal 16/5/2011        |                                                   | - Maria Böhmer (CDU) - Bernd Neumann (CDU) - Eckart von Klaeden (CDU)                                       |
| Responsabile della Cancelleria federale |                      |                                           | Ronald Pofalla (CDU)                              | - Maria Böhmer (CDU) - Bernd Neumann (CDU) - Eckart von Klaeden (CDU)                                       |
| Ministeri federali                      |                      |                                           |                                                   | |
| Ministri federali                       | Ministri federali    | Ministri federali                         | Ministri federali                                 | Ministri di Stato                                                                                           |
| Affari esteri                           |                      |                                           | Guido Westerwelle (FDP)                           | - Werner Hoyer (FDP) - Michael Georg Link (FDP) - Cornelia Pieper (FDP)                                     |
| Interno                                 |                      |                                           | Thomas de Maizière (CDU) fino al 3/3/2011         | - Christoph Bergner (CDU) - Ole Schröder (CDU)                                                              |
| Interno                                 |                      | Hans-Peter Friedrich (CSU) dal 3/3/2011   |                                                   | - Christoph Bergner (CDU) - Ole Schröder (CDU)                                                              |
| Giustizia                               |                      |                                           | Sabine Leutheusser-Schnarrenberger (FDP)          | Max Stadler (FDP)                                                                                           |
| Finanze                                 |                      |                                           | Wolfgang Schäuble (CDU)                           | - Steffen Kampeter (CDU) - Hartmut Koschyk (CSU)                                                            |
| Economia                                |                      |                                           | Rainer Brüderle (FDP) fino al 12/5/2011           | - Peter Hintze (CDU) - Hans-Joachim Otto (FDP) - Ernst Burgbacher (FDP)                                     |
| Economia                                |                      | Philipp Rösler (FDP) dal 12/5/2011        |                                                   | - Peter Hintze (CDU) - Hans-Joachim Otto (FDP) - Ernst Burgbacher (FDP)                                     |
| Lavoro                                  |                      |                                           | Franz Josef Jung (CDU) fino al 27/11/2009         | - Hans-Joachim Fuchtel (CDU) - Ralf Brauksiepe (CDU)                                                        |
| Lavoro                                  |                      | Ursula von der Leyen (CDU) dal 27/11/2009 |                                                   | - Hans-Joachim Fuchtel (CDU) - Ralf Brauksiepe (CDU)                                                        |
| Alimentazione e agricoltura             |                      |                                           | Ilse Aigner (CSU)                                 | - Gerd Müller (CSU) - Julia Klöckner (CDU) - Peter Bleser (CDU)                                             |
| Difesa                                  |                      |                                           | Karl-Theodor zu Guttenberg (CSU) fino al 3/3/2011 | - Christian Schmidt (CSU) - Thomas Kossendey (CDU)                                                          |
| Difesa                                  |                      | Thomas de Maizière (CDU) dal 3/3/2011     |                                                   | - Christian Schmidt (CSU) - Thomas Kossendey (CDU)                                                          |
| Famiglia, affari sociali e infanzia     |                      |                                           | Ursula von der Leyen (CDU) fino al 30/11/2009     | Hermann Kues (CDU)                                                                                          |
| Famiglia, affari sociali e infanzia     |                      | Kristina Schröder (CDU) dal 30/11/2009    |                                                   | Hermann Kues (CDU)                                                                                          |
| Sanità                                  |                      |                                           | Philipp Rösler (FDP) fino al 12/5/2011            | - Annette Widmann-Mauz (CDU) - Daniel Bahr (FDP) (fino al 12/05/2011) - Ulrike Flach (FDP) (dal 12/05/2011) |
| Sanità                                  |                      | Daniel Bahr (FDP) dal 12/5/2011           |                                                   | - Annette Widmann-Mauz (CDU) - Daniel Bahr (FDP) (fino al 12/05/2011) - Ulrike Flach (FDP) (dal 12/05/2011) |
| Trasporti                               |                      |                                           | Peter Ramsauer (CSU)                              | - Enak Ferlemann (CDU) - Andreas Scheuer (CSU) - Jan Mücke (FDP)                                            |
| Ambiente                                |                      |                                           | Norbert Röttgen (CDU) fino al 16/5/2012           | - Ursula Heinen-Esser (CDU) - Katerina Reiche (CDU)                                                         |
| Ambiente                                |                      | Peter Altmaier (CDU) dal 16/5/2012        |                                                   | - Ursula Heinen-Esser (CDU) - Katerina Reiche (CDU)                                                         |
| Formazione e ricerca                    |                      |                                           | Annette Schavan (CDU) (Fino al 14/02/2013)        | - Helge Braun (CDU) - Thomas Rachel (CDU)                                                                   |
| Formazione e ricerca                    |                      | Johanna Wanka (CDU) (Dal 14/02/2013)      |                                                   | - Helge Braun (CDU) - Thomas Rachel (CDU)                                                                   |
| Cooperazione economica e sviluppo       |                      |                                           | Dirk Niebel (FDP)                                 | Gudrun Kopp (FDP)                                                                                           |
| Affari speciali                         |                      |                                           | Ronald Pofalla (CDU)                              | carica non assegnata                                                                                        |